# Koba Koindredi
Koba Leïn Koindredi (Yibuti, Yibuti, 27 de octubre de 2001), más conocido como Koba Koindredi o Koba, es un futbolista francés que juega como centrocampista en el F. C. Basilea de la Superliga de Suiza en calidad de cedido por el Sporting C. P. de Portugal.

## Trayectoria

### Inicios
Su familia procede de Païta en Nueva Caledonia (Francia), pero su padre, militar de profesión, fue destinado en misión de paz a Yibuti, donde finalmente nació. Al poco tiempo, su familia se traslada al sur de Francia, al departamento de Var, lugar en el que crece. Ya en el sur de Francia jugó en dos equipos amateurs de Fréjus, donde la familia permanecía unida a pesar de varias ofertas que tuvo por ingresar en otros clubes. Fue en 2017 cuando aceptó la propuesta de hacer una prueba para una de las mejores canteras del país, el R. C. Lens.

### R. C. Lens
Su ascenso en las categorías inferiores del R. C. Lens fue fulgurante en 2017, así como en las de la selección francesa, participando en la Sub-17. 
El club temía su marcha ante el interés de clubes ingleses e italianos, pero para el jugador la prioridad eran su familia, sus estudios y un buen proyecto deportivo que parecía tenerlo en Lens. 
Sin embargo el club no supo cuidarlo y, ante sus dudas a renovar su contrato con el club francés, dejó de jugar y entonces entró en escena a mediados de 2018 Pablo Longoria, director deportivo del Valencia C. F. El Lens intentó renovarlo pero el jugador ya había tomado la decisión de no hacerlo y firmar por el Valencia. Tras unos meses tensos se terminó llegando a un acuerdo.

### Valencia Mestalla
En enero de 2019 llega por fin a la academia del Valencia C. F., en concreto al equipo Juvenil A, pero pronto hizo su debut con el Valencia C. F. Mestalla de Chema Sanz en la Segunda División B, concretamente el 13 de abril de 2019 frente a la U. B. Conquense. Volvió a tener minutos en otros dos encuentros de esa temporada, y llegó a entrenarse a las órdenes del primer equipo con Marcelino García Toral. Hizo la pretemporada del verano de 2019 con el primer equipo, participando en dos encuentros amistosos frente al A. S. Monaco el 20 de julio y frente al Sion el 23 de julio.
Ya como jugador del Valencia Mestalla, en la 2019-20, marcó su primer gol en la 2.ª jornada, el 1 de septiembre frente al C. D. Castellón en el Nuevo Castalia. Siguió como pieza importante del equipo, y un fijo en el Juvenil A durante la Liga Juvenil de la UEFA, marcando además dos goles en el primer partido frente a los juveniles del Chelsea. Terminó la temporada habiendo disputado todos los minutos de los seis encuentros de la Liga Juvenil de la UEFA, y habiendo participado en 16 partidos con el Valencia Mestalla. Fue convocado por Voro en la última jornada con el primer equipo pero sin llegar a debutar.

### Valencia C. F.
A mediados de 2020 volvió a hacer la pretemporada con el primer equipo, esta vez a las órdenes de Javi Gracia, y participó en el amistoso del 22 de agosto frente al C. D. Castellón, además de entrar en varias convocatorias durante la temporada 2020-21, pero su debut oficial fue el 16 de diciembre de 2020 siendo titular en la primera ronda de la Copa del Rey frente al Terrassa F. C. Participó también en los minutos finales del encuentro contra el Granada C. F. el 30 de diciembre, en el que sería su debut liguero, y volvió a la titularidad en las dos siguientes eliminatorias de Copa frente al Yeclano Deportivo y la A. D. Alcorcón, donde además marcó su primer gol oficial con el Valencia tras asistencia de Manu Vallejo, dedicándoselo a su sobrina Kayla. En total participó en dos partidos de Liga y en cuatro de Copa con el primer equipo valencianista, y 15 partidos con el Valencia Mestalla en Segunda División B, sin poder evitar su descenso a la nueva Tercera División RFEF.
El 26 de mayo de 2021, con 19 años, firmó su renovación hasta 2025 y haría la pretemporada 2021-22 en el primer equipo a las órdenes del nuevo técnico José Bordalás, donde se decidiría si salía cedido a otro club. Se quedó en el primer equipo valencianista y tuvo escasa participación durante la temporada con 10 partidos en la Liga (177') y 3 partidos en Copa, donde llegó a marcar un gol en la primera ronda.

#### Real Oviedo
En agosto de 2022 fue prestado al Real Oviedo para la temporada 2022-23 en la Segunda División española, y así poder disfrutar de continuidad y minutos de juego. El 28 de agosto debutó siendo titular en el equipo de Jon Pérez Bolo en la 3.ª jornada del campeonato frente al Racing de Santander en El Sardinero. Siguió siendo titular en los siguientes encuentros hasta que una lesión a finales de septiembre le apartó del equipo. El 17 de diciembre volvió a tener minutos y siguió jugando en las sucesivas jornadas, esta vez a las órdenes de Álvaro Cervera, hasta marcó de penalti el 22 de enero de 2013 en el empate 1-1 frente a la S. D. Huesca en El Alcoraz y participó de la magnífica racha que llevó al Real Oviedo a terminar 8.º en la clasificación, a ocho puntos del playoff de ascenso. Sumó un total de 18 participaciones en Liga y 2 en Copa, bastante participación pero sin llegar a la continuidad deseada. 

#### G. D. Estoril Praia
En 2023 inició la pretemporada en Valencia hasta que a principios de agosto fue nuevamente cedido, esta vez al G. D. Estoril Praia de la Primeira Liga portuguesa. Empezó siendo suplente para el técnico Álvaro Pacheco y debutó el 17 de septiembre siendo titular en una dura derrota frente al Gil Vicente en el estadio Ciudad de Barcelos, pero con el nuevo técnico Vasco Seabra pasó a tener más continuidad e incluso llegó a jugar cuatro partidos totalmente completos. Su juego llamó la atención del líder del campeonato, el Sporting CP, lo que hizo cortar su cesión y ser traspasado al club lisboeta, pero antes completó con el Estoril Praia un total de 11 partidos en liga, 4 en la Copa de la Liga (de la que fue subcampeón al caer en la final por penaltis ante el 27 de enero de 2024) y 3 en la Copa de Portugal.

### Sporting C. P.
A finales de enero de 2024 el Sporting C. P. llegó un acuerdo con el Valencia C. F. y el Estoril Praia para cortar su cesión y acabar firmando por el club lisboeta hasta 2028. Su debut a las órdenes del técnico Rúben Amorim coincidió además con su debut oficial en competición europea. Fue el 15 de febrero de 2024 en partido de la Liga Europa en el Stadion Wankdorf de Berna frente al B. S. C. Young Boys al entrar en el minuto 84 sustituyendo a su compañero Daniel Bragança. En liga debutó el 17 de marzo en la goleada 6-1 en el José Alvalade frente al Boavista F. C. En total participó en solo 4 partidos de liga (entrando siempre en los minutos finales), 3 de Liga Europa y la prórroga en la final de Copa que perdieron frente al F. C. Porto, pero sí pudo celebrar el título de liga conquistado por el Sporting C. P.

#### F. C. Lausana-Sport
A mediados de 2024 dejó de contar para el técnico y se le buscó una cesión donde pudiera disfrutar de más minutos, así que a principios de septiembre fue cedido al F. C. Lausanne-Sport suizo. Hizo su debut a las órdenes del técnico Ludovic Magnin el 14 de septiembre en partido de Copa frente al FC Aemme, y el 18 de septiembre en la 5.ª jornada de la Superliga suiza, concretamente en el estadio de La Tuilière frente al F. C. Lugano. Consiguió continuidad y regularidad en el club suizo, llegando a marcar su primer gol el 14 de diciembre abriendo el marcador en la victoria 3-0 frente al F. C. Zurich.

## Clubes
| Club                         | País     | Año           |
| ---------------------------- | -------- | ------------- |
| R. C. Lens "II"              | Francia  | 2017-2019     |
| Valencia C. F. Mestalla      | España   | 2019-2022     |
| Valencia C. F.               | España   | 2022-2024     |
| Real Oviedo (cedido)         | España   | 2022-2023     |
| G. D. Estoril Praia (cedido) | Portugal | 2013-2024     |
| G. D. Estoril Praia          | Portugal | 2024          |
| Sporting C. P.               | Portugal | 2024-presente |
| FC Lausanne-Sport (cedido)   | Suiza    | 2024-2025     |
| F. C. Basilea (cedido)       | Suiza    | 2025-presente |

## Palmarés

### Títulos nacionales
| Título        | Club           | País     | Año  |
| ------------- | -------------- | -------- | ---- |
| Primeira Liga | Sporting C. P. | Portugal | 2024 |